# ميتش بيرغر
ميتش بيرغر هو لاعب كرة قدم أمريكية كندي، ولد في 24 يونيو 1972 في كاملوبس في كندا.

## وصلات خارجية
- ميتش بيرغر على موقع مرجع كرة القدم المحترفة.كوم (الإنجليزية)